# قصر العناقر الأثري

## قصر العناقر

### تاريخ بنائه
قصر أثري بناه الأمير إبراهيم بن سليمان العنقري عام 1136هـ، وهو من أشهر معالم مدينة ثرمدا، وتبلغ مساحته الإجمالية 1800 متر مربع، ويحتوي القصر في جنباته عدة بيوت من بينها بيت الشيخ محيسن العنقري جد الأمير تركي بن طلال بن عبد العزيز.

### إعادة ترميمه
وقد تبنى الأمير تركي بن طلال بن عبد العزيز مشروع ترميم القصر الأثري وتحويله إلى متحف وفاءً لوالدته الأميرة موضي بنت محيسن العنقري، ولبلدة اخواله.

### الموقع
يقع قصر العناقر داخل بلدة ثرمداء القديمة وداخل السور القديم المسمى العقدة ويحيط بالقصر خندق عميق من ثلاث جهات هي: الجهة الشمالية والجهة الشرقية والجهة الجنوبية. ويحيط به سور حجري غاية في الدقة والنظام، وتبلغ مساحة الخندق 1025متراً، ويضم بين جنباته المزارع والآبار والمساجد والأسواق والبيوت، وتبلغ مساحة القصر الإجمالية 1800 متر مربع تقريباً.

### تحويل القصر إلى متحف
وقعت الهيئة العامة للسياحة والآثار وأسرة العناقر ملاك قصر العناقر في عام 2015 اتفاقية إعادة تأهيل وتوظيف قصر العناقر في بلدة ثرمداء و تسليم القصر للهيئة ليكون متحفاً من متاحف الهيئة وتطويره وتنميته.

## صور

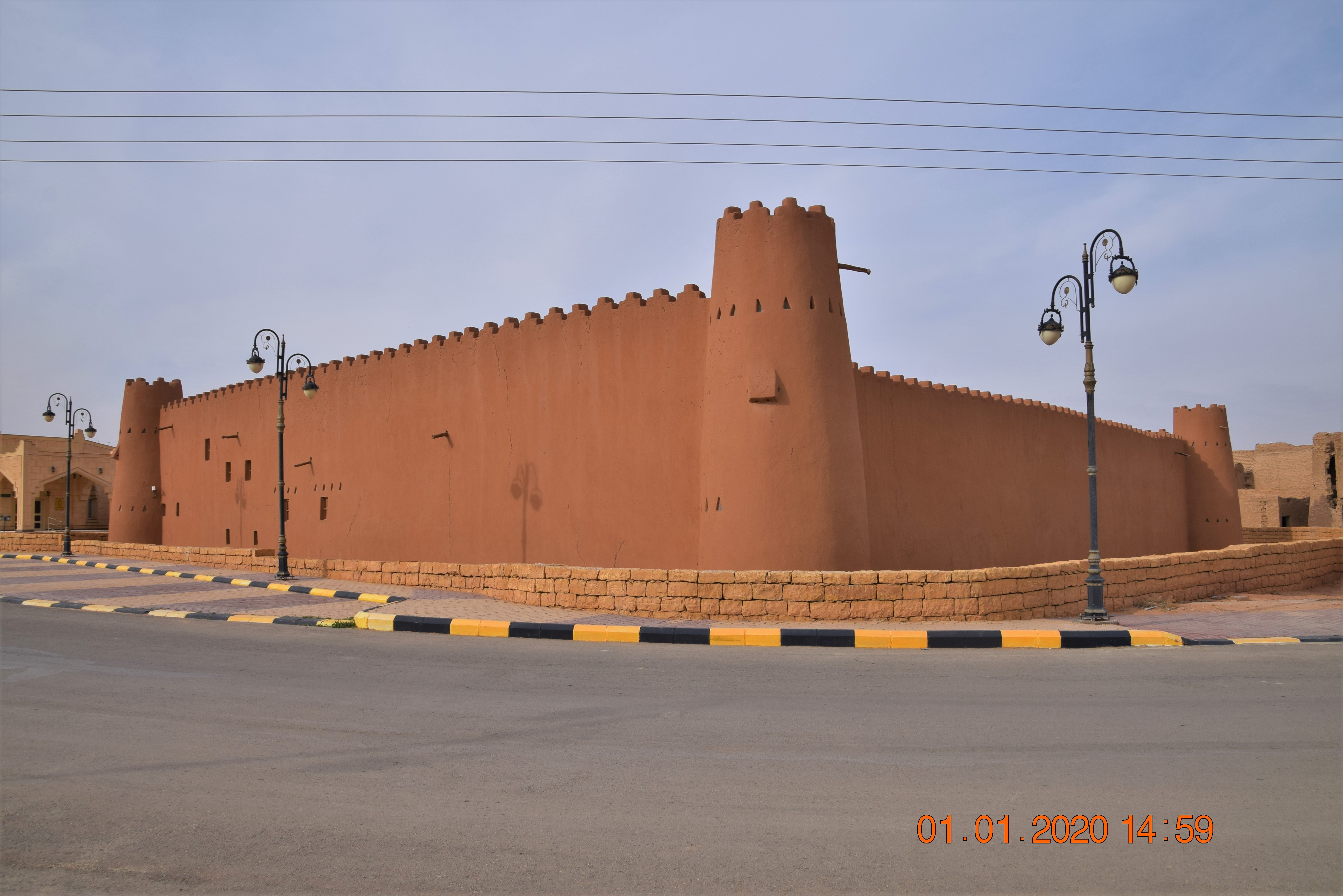
قصر العناقر من الخارج
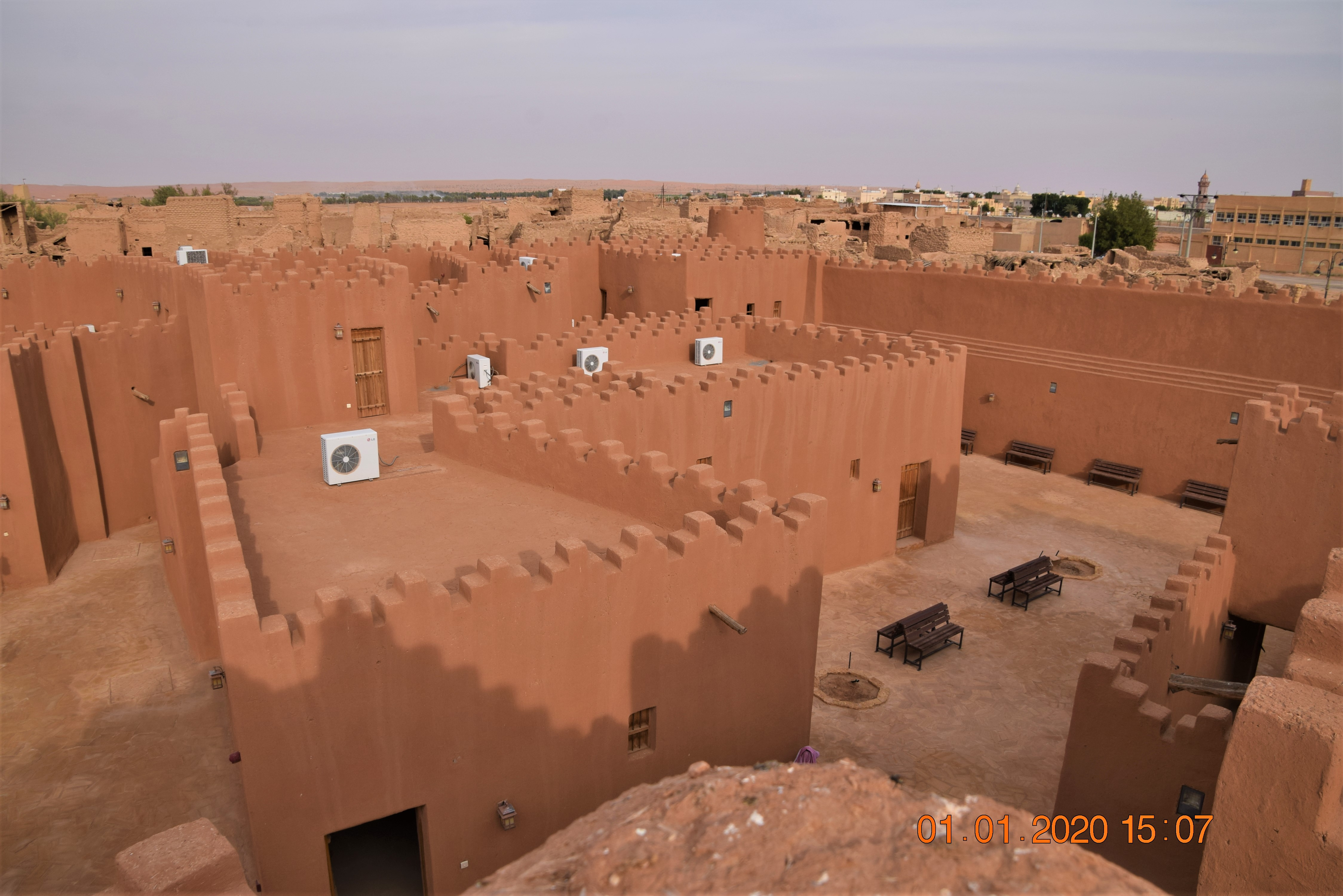
صورة من الداخل لقصر العناقر